# ダンコ・ラゾビッチ
ダンコ・ラゾヴィッチ（Danko Lazović, セルビア語: Данко Лазовић, 発音: [dâːŋko lâːzoʋitɕ]、1983年5月17日 - ）は、セルビア・ベオグラード出身の元同国代表のサッカー選手。ポジションはFW（CF、LWG）。

## 経歴
生まれ故郷のFKラドニチュキ1923のユースチームでキャリアをスタートした。2000年からFKテレオプティクに所属し、翌年に移籍したパルチザン・ベオグラードでは3シーズンで60試合に出場して20得点し、大きな成功を収めた。2003年夏に移籍金700万ユーロでエールディヴィジのフェイエノールトに移籍し、2003-04シーズンは11得点を挙げたが、2005年にバイエル・レバークーゼンにレンタル移籍に出された。バイエル・レバークーゼンには腰を落ち着けず、2006年1月に半年の契約で古巣パルチザン・ベオグラードにレンタル移籍し、リーグ戦で5得点と上々の結果を残した。
2006年夏、移籍金150万ユーロでフィテッセに移籍した。フィテッセではフェイエノールトファンが放出を悔しがるような活躍を見せ、リーグ得点王の有力候補となった。最終的に19得点し、得点ランキングの6位に名を連ねた。2007年夏、移籍金660万ユーロの5年契約でPSVアイントホーフェンに移籍し、わずか1シーズンでフィテッセを離れることになった。PSVアイントホーフェンでは前シーズンにパトリック・クライファートが背負っていた背番号9を身につけている。2008-09シーズンはフーブ・ステフェンス監督と対立したこともあったが、2009-10シーズンはレギュラーに定着し、前半戦のみで二桁アシストを記録するなど、チームに欠かせない選手となった。10月17日のSCヘーレンフェーン戦では決勝点を決めた。2010年3月3日、移籍金500万ユーロ(約6億円)でFCゼニト・サンクトペテルブルクに移籍。フレット・ルッテン監督はラゾビッチの放出を拒んだが、経営陣は売ることを選択。ラゾビッチ自身も移籍に意欲的だった。
ゼニトを退団後、2014-15シーズンは古巣であるパルチザンでプレー。2015年2月16日、中国甲級の北京八喜足球倶楽部に移籍した。

## 代表歴
- 2002年3月27日 - ユーゴスラビアA代表初出場  - ブラジル代表戦
- 2011年3月17日 - 代表引退表明[3]

### 出場大会
- ユーゴスラビア代表
- セルビア・モンテネグロ代表
- セルビア代表
  - 2010 FIFAワールドカップ

### 試合数
- 国際Aマッチ 1試合 0得点（ユーゴスラビア、2002年）[4]
- 国際Aマッチ 3試合 0得点（セルビア・モンテネグロ、2004年）[4]
- 国際Aマッチ 43試合 11得点（セルビア、2006年-2014年）[4]

| ユーゴスラビア代表 | 国際Aマッチ | 国際Aマッチ |
| 年                 | 出場        | 得点        |
| ------------------ | ----------- | ----------- |
| 2002               | 1           | 0           |
| 通算               | 1           | 0           |

| セルビア・モンテネグロ代表 | 国際Aマッチ | 国際Aマッチ |
| 年                         | 出場        | 得点        |
| -------------------------- | ----------- | ----------- |
| 2004                       | 3           | 0           |
| 通算                       | 3           | 0           |

| セルビア代表 | 国際Aマッチ | 国際Aマッチ |
| 年           | 出場        | 得点        |
| ------------ | ----------- | ----------- |
| 2006         | 6           | 3           |
| 2007         | 8           | 2           |
| 2008         | 6           | 2           |
| 2009         | 9           | 3           |
| 2010         | 10          | 1           |
| 2011         | 0           | 0           |
| 2012         | 0           | 0           |
| 2013         | 0           | 0           |
| 2014         | 4           | 0           |
| 通算         | 43          | 11          |

## タイトル
クラブ
パルチザン・ベオグラード
- セルビア・スーペルリーガ 2001–02, 2002–03

PSVアイントホーフェン
- エールディヴィジ 2007–08

FCゼニト・サンクトペテルブルク
- ロシアサッカー・プレミアリーグ 2010
- ロシア・カップ 2010
- ロシア・スーパーカップ 2011